# ロビンフッドの冒険
『ロビンフッドの冒険』（ロビンフッドのぼうけん、原題: The Adventures of Robin Hood）は、1938年に製作・公開されたアメリカ合衆国の映画である。
公開以来、本作は批評家から高い評価を得ており、1995年には「文化的、歴史的、芸術的に重要な映画」としてアメリカ国立フィルム登録簿に登録され、2003年にはスティーヴン・ジェイ・シュナイダーの『死ぬまでに観たい映画1001本』にも掲載されている。また、Rotten Tomatoesの支持率100%の映画のうちの１つでもある。
高い評価と興行収入を受け、続編『Sir Robin of Locksley 』の製作が企画されたが、実現せずに終わっている。

## あらすじ

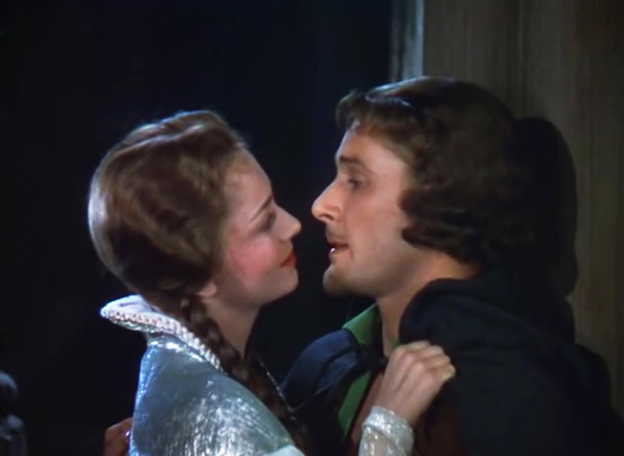
ロビン役のフリンとマリアン役のハヴィランド

獅子心王リチャードは第3回十字軍からの帰途、彼に恨みを抱くオーストリア公に捕らえられてしまう。リチャードの不在を好機と捉えた王弟ジョンは、ノルマン人たちと手を組み、イングランドの王位を狙うようになる。ジョンはサクソン人たちに「リチャードの身代金を支払う」という名目で重税を課し、逆らう者を弾圧し恐れられるようになった。
ある日、ジョンの腹心ガイ卿は禁止されている鹿狩りを行っている男マッチを目撃し処罰しようとするが、サクソン人貴族のロビンに邪魔されてしまう。ロビンはサクソン人を迫害するジョンに憤慨し、仲間を集めて反乱を計画する。ロビンはガイの城に乗り込み、宴会に招待されていたジョンと相対し、敵対することを宣言する。ジョンの追手から逃れたロビンはシャーウッドの森に向かい、ジョンは彼の爵位と財産を剥奪して死刑を宣告する。やがて、呼びかけに応じた人々が森に集結し、ロビンはリチャードが帰還するまでの間、イングランドをジョンたちから守り抜くことを誓う。
ロビンたちはサクソン人たちに暴力を働く兵士たちを殺し、ジョンに従う諸侯から金品を奪い取り、彼らから恐れられるようになる。そんな中、ガイはリチャードが後見を務めるマリアン姫を城に迎え入れるため、ノッティンガム州長官と共にシャーウッドの森を通りかかるが、ロビンたちに襲われ徴収した税を奪われてしまう。ロビンはガイたちを森の宴会に招待し、そこでマリアンにジョンに抵抗する理由を伝える。マリアンはジョンの圧政によって迫害され、ロビンに助けを求めて集まった人々の姿を見て、ロビンに対する認識を改める。マリアンはロビンの仲間に送られ森を後にし、身ぐるみを剥がされ森を追われたガイと長官はジョンの元に釈明に行く。激怒するジョンに対し、長官は罠を仕掛けてロビンを捕らえようと提案する。
数日後、ジョンが主催する弓腕大会が開かれる。優勝者にはマリアンから黄金の弓が手渡されることを知ったロビンは、罠だと知りながら大会に出場し、ガイの家来を打ち負かして優勝する。ロビンはマリアンから黄金の弓を受け取ろうとするが、ジョンの騎士たちに捕まり連行されてしまう。ジョンはガイに処置を一任し、ガイはロビンに死刑を宣告する。マリアンはロビンを助けるために彼の仲間の元に向かい、救出するための協力を申し出る。翌日、広場でロビンの死刑が執行されようとするが、マリアンの手引きで侵入したウィルたちによってロビンは助け出され、城から脱出する。その夜、ロビンは城に侵入してマリアンと再会し、二人は互いに愛し合っていることを確かめ合う。
そのころ、森で金品を奪われた司教は酒場に立ち寄ると、そこには帰還したリチャードがいた。司教はジョンに兄王の帰還を告げるが、報告を受けたジョンとガイは、リチャードを暗殺して王位を奪おうと企む。ガイはリチャードに恨みを抱くディコンに暗殺を命じるが、その計画をマリアンに聞かれてしまう。マリアンはロビンに王の危機を知らせようとするが、ガイに捕らえられ、2日後にジョンが王位を宣言した後に処刑することを宣告する。マリアンの侍女ベスはマッチに事情を伝え、ロビンに助けを求める。マッチは森でディコンを待ち構え一騎打ちを挑み、傷付きながらもディコンを倒し、通りかかったウィルに助けられる。マッチから話を聞いたロビンはリチャードを保護しようとするが、直前に森で出会った男が「王は安全な場所にいる」と答え、自身がリチャードであることを告白する。ロビンはリチャードと共にジョンを倒すため、彼の即位式が行われるガイの城に向かう。
司教の随行者に扮したロビンたちは即位式に乗り込み、ジョンの家来たちと戦闘になる。ガイはロビンに一騎打ちを挑むが、激戦の末にロビンに倒される。ロビンは仲間の助けを借りてマリアンを助け出し、リチャードはジョンを降伏させ、ジョン一派をイングランドから追放する。イングランドを取り戻したリチャードはロビンに褒美を与えようとし、ロビンは仲間たちの恩赦を求める。リチャードは仲間たちに恩赦を与える一方、マリアンとの仲を見抜き、彼女との結婚を命じる。マリアンと結ばれたロビンは仲間たちの喝采を浴びながら城を飛び出し、リチャードに対して「あなたの命令に喜んで従います」と答える。

## キャスト
- ロビン・フッド：エロール・フリン（吹替：仲村秀生）
- マリアン姫：オリヴィア・デ・ハヴィランド
- ガイ・オブ・ギスボーン：ベイジル・ラスボーン
- ジョン王子：クロード・レインズ
- ウィル・スカーレット：パトリック・ノウルズ（英語版）
- タック修道士：ユージン・ポーレット
- リトル・ジョン：アラン・ハイル（英語版）
- マッチ：ハーバート・ムンディン（英語版）
- ノッティンガム州長官：メルヴィル・クーパー（英語版）
- ベス：ウナ・オコナー（英語版）
- 獅子心王リチャード：イアン・ハンター（英語版）
- 司教：モンタギュー・ラブ（英語版）
- ディコン：ハリー・コーディング（英語版）

※日本語吹替 - 初回放送1967年10月27日『テレビ名画座』

## 製作
本作はワーナー・ブラザースが当時製作した映画の中で、最高額の200万ドルの製作費が投入された。また、テクニカラーで撮影した映画としても当時の最高額を記録している。ロビン・フッド役にはジェームズ・キャグニーが予定されていたが、彼がワーナーとの契約を解除したため、代わってエロール・フリンが主演に起用されることになったが、その影響で撮影が3年遅れている。撮影はカリフォルニア州の各地で行われ、チコのビッドウェル公園ではシャーウッドの森のシーン、パサデナのロワー・アロー公園では弓腕大会のシーンが撮影された。

## 評価
『ニューヨーク・タイムズ』のフランク・ニュージェントは、「豊かに生み出された勇敢でロマンティック、そしてカラフルな物語は、今年の最優秀賞の前に飛び出してくる」と評価した。『フィルム・デイリー』は主演のフリンについて「優れた方向性」と「理想的な選択肢」と評価し、本作を「最高のエンターテインメント」と評価している。『ハリソンズ・レポート』は「素晴らしいエンターテインメント」と絶賛し、「冒険、ロマンス、コメディ、そして人間の魅力が全ての観客を満足させるために巧みに取り込まれています…ロビンとガイの一騎打ちは、これまでに撮影された剣戟の中で最高にエキサイティングなものです」と批評した。Rotten Tomatoesでは44件のレビューが寄せられ、平均8.9/10点、支持率100%となっており、同サイトで29位の順位を記録している。

## アカデミー賞受賞・ノミネート
- 受賞
  - 美術賞：カール・ジュールズ・ウェイル
  - 編集賞：ラルフ・ドーソン
  - 作曲賞：エーリヒ・ウォルフガング・コルンゴルト
- ノミネート
  - 作品賞

## 注
1. ↑  Glancy, H. Mark. "Warner Bros film grosses, 1921-51." Historical Journal of Film, Radio and Television. March 1995
2. ↑  Glancy, H. Mark 'When Hollywood Loved Britain: the Hollywood British film 1939-1945' (Manchester University Press, 1999)
3. ↑  “Top 100 Movies of All Time - Rotten Tomatoes”. rottentomatoes.com. 2016年4月19日閲覧。
4. ↑  Timesstaff (1995年12月28日). “25 old films honored”. St. Petersburg Times 2009年7月22日閲覧。
5. 1 2  Thomas, Tony; Behlmer, Rudy; McCarty, Clifford (June 1969). The Films of Errol Flynn. Secaucus, New Jersey: Citadel Press. ISBN 978-0806502373
6. ↑  Higgins, Scott (2007). Harnessing the Technicolor Rainbow: Color Design in the 1930s. University of Texas Press. pp. 138–139. ISBN 9780292779525
7. 1 2  Ebert, Roger (2003年8月17日). “Roger Ebert's review of "The Adventures of Robin Hood"”. Chicago Sun-Times 2007年3月30日閲覧。
8. ↑  The Worldwide Guide to Movie Locations by Tony Reeves. The Titan Publishing Group. Pg.14
9. ↑  “Archery club, hikers clash over Lower Arroyo Park trail in Pasadena”.   ABC Inc. (2011年5月25日). 2015年4月4日閲覧。
10. ↑  Nugent, Frank S. (1938年5月13日). “Movie Review - The Adventures of Robin Hood”. The New York Times.   The New York Times Company. 2015年9月13日閲覧。
11. ↑  “Reviews”. Film Daily (New York: Wid's Films and Folm Folk, Inc.):  8. (April 29, 1938).
12. ↑  “The Adventures of Robin Hood”. Harrison's Reports (New York: Harrison's Reports, Inc.):  74. (May 7, 1938).
13. ↑  “Top 100 Movies Of All Time”.  Rotten Tomatoes. 2014年5月31日閲覧。